# Valpedre
Valpedre is een plaats (freguesia) in de Portugese gemeente Penafiel en telt 1501 inwoners (2001).